# Funkytown (álbum)
Funkytown es el primer álbum de estudio del cantante puertorriqueño Funky, también es el primer álbum "Cristiano" de este cantante, años después de su conversión al cristianismo.
De este álbum, se desprenden algunos sencillos como: «Desde Funkytown», «Después de la caída» con Vico C y René González y «Dale la mano». En este álbum, están incluidas las participaciones de Triple Seven, en una versión con otros arreglos musicales del tema «El camino», original del álbum Diferente del año 2000.
Este álbum estuvo nominado a los Premios Grammy Latinos de 2003 como "Mejor álbum cristiano"  y ganador de dos premios AMCL como "Álbum urbano del año" y "Canción urbana del año" por «Después de la caída».
La introducción de este álbum, contiene voces adicionales de Vico C, extraídas de la canción «Peligro» del álbum Emboscada y al terminar la canción «Desde Funkytown [Reggaeton Remix]», el instrumental de «El camino».

## Lista de canciones
| N.º   | Título                                             | Escritor(es)                                          | Productor(es) | Duración |  |
| 1.    | «Ready (Voces adicionales de Vico C)»              | Luis Marrero, Luis Lozada                             | Funky, Vico C | 3:30     |  |
| 2.    | «Quiero darte gracias (Coros: Oscar Negrón)»       | Luis Marrero                                          | Funky         | 4:02     |  |
| 3.    | «Después de la caída (con René González y Vico C)» | Luis Marrero, René González, Luis Lozada              | Funky, Vico C | 3:46     |  |
| 4.    | «Desde Funkytown»                                  | Luis Marrero                                          | Funky         | 3:22     |  |
| 5.    | «Especie en peligro (Pastor Roberto Candelario)»   | Roberto Candelario                                    | Funky         | 2:05     |  |
| 6.    | «Dale la mano»                                     | Luis Marrero                                          | Funky         | 4:35     |  |
| 7.    | «Come 2 the danza (Coros: Jeanine Rosado)»         | Luis Marrero                                          | Funky         | 4:54     |  |
| 8.    | «El camino (con Triple Seven)»                     | Luis Marrero, Abiel Rosado, Edgar Díaz, Carlos Vargas | Funky         | 4:07     |  |
| 9.    | «Al ataque»                                        | Luis Marrero                                          | Funky         | 3:31     |  |
| 10.   | «Desde Funkytown [Remix] por DJ Jun»               | Luis Marrero                                          | DJ Jun        | 4:38     |  |
| 11.   | «Bonus Track»                                      |                                                       | Funky         |          |  |
| 41:21 |                                                    |                                                       |               |          |  |